# Nguyen Du
Nguyễn Du, född 3 januari 1765 i Ha Tinh, död 10 augusti 1820 Huế, var en vietnamesisk poet och författare. Han anses vara Vietnams främste poet och är mest känd för verseposet Kim och Kieu.

## Biografi
Nguyễn Du föddes i slutet av 1765 i byn Tien-Dien i centrala Vietnam. Hans familj hade innehaft ledande administrativa poster under Le-dynastin. 19 år gammal avlade han själv ämbetsmannaexamen, blev mandarin. 
1771 uppstod genom Tay-Son-rörelsen ett folkligt uppror mot kejsarmakten. Le-dynastin störtades 1787 men inbördeskriget fortsatte. Trogen sin plikt som konfuciansk  ämbetsman, försökte Nguyen Du att organisera en rörelse för att återinstallera kejsaren på tronen, ett försök som misslyckades. Han satt en tid fängslad hos upprorsmakarna men kunde sedan återvända till sin födelseby. 
Inbördeskriget tog slut 1802 och en ny kejsare utropades, Gia-Long från Nguyen-släkten. Nguyen Du blev åter ämbetsman vid hovet, om än något motvilligt. Han ogillade intrigerna vid hovet och ämbetsmännens arrogans och hade föredragit att fortsätta det stilla livet som lärare på landet. 1813 – 1820 verkade han i olika perioder som ambassadör i Peking. Här skrev han på vietnamesiska sitt mest kända verk, Kim och Kieu, liksom kortare dikter på kinesiska och vietnamesiska.
Nguyen Du dog 10 augusti 1820 i den nya kejsarstaden Huế.

## Kim och Kieu
Kim och Kieu (även kallad Kim Van Kieu, Berättelsen om Kieu eller oftast bara Kieu) räknas som Vietnams nationalepos som alla läskunniga vietnameser kan citera ur än idag. Handlingen är förlagd till Kina under 1500-talet och bygger på en kinesisk berättelse. Dikten skildrar kärleken mellan huvudpersonen Kieu och hennes älskade Kim. Ett oblitt öde skiljer dem åt och driver Kieu till ett liv i fattigdom, prostitution och våld. När de till slut återförenas har Kim på Kieus uppmaning gift sig med hennes syster Van. Dikten kan tolkas på många sätt, bland annat som en konflikt mellan å ena sidan konfucianismens pliktetik och lydnad mot överhet, och å andra sidan buddhismens kärlekslära och tro på karma.
Dikten består av 3 253 verser på det vietnamesiska versmåttet luc-bat, som innebär en växling mellan versrader på 6 och 8 versfötter. Nguyen Du skrev den på Chữ nôm, ett vietnamesiskt skriftspråk som bygger på kinesiska tecken som används fonetiskt oberoende av tecknens ursprungliga betydelse. Rytmer, betoning och rim inbjuder till deklamation och sång. I en tid när få kunde läsa blev många därmed ändå bekanta med verket. Till diktens popularitet bidrog också dess romantiska eller svärmiska språkdräkt (”Hos Nguyen Du vibrerar allt av förälskelse”).
1969 utgavs en svensk prosaöversättning av Kim och Kieu gjord via två franska översättningar.